# 26a Mostra Internacional de Cinema de Venècia
La 26a Mostra Internacional de Cinema de Venècia va tenir lloc del 24 d'agost al 6 de setembre de 1965.

## Jurat
- Carlo Bo (Itàlia) (president)[2]
- Lewis Jacobs (EA)
- Nikolai Lebedev (URSS)
- Jay Leyda (EUA)
- Max Lippmann (Alemanya Occidental)
- Edgar Morin (França)
- Rune Waldekranz (Suècia)

## Pel·lícules en competició
| Títol original             | Director(s)      | País de producció |
| -------------------------- | ---------------- | ----------------- |
| Akahige                    | Akira Kurosawa   | Japó              |
| Vaghe stelle dell'Orsa     | Luchino Visconti | Itàlia            |
| Kapurush                   | Satyajit Ray     | Índia             |
| Lásky jedné plavovlásky    | Miloš Forman     | Txèquia           |
| Mickey One                 | Arthur Penn      | Estats Units      |
| Mne dvadtsat let           | Marlen Khutsiev  | Unió Soviètica    |
| Modiga mindre män          | Leif Krantz      | Suècia            |
| Trois chambres à Manhattan | Marcel Carné     | França            |
| Simón del desierto         | Luis Buñuel      | Mèxic             |
| Pierrot le Fou             | Jean-Luc Godard  | França            |

## Premis
- Lleó d'Or:
  - Vaghe stelle dell'Orsa (Luchino Visconti)
- Premi Especial del Jurat:
  - Mne dvadtsat let (Marlen Khutsiev)
  - Simón del desierto (Luis Buñuel)
  - Modiga mindre män (Leif Krantz)
- Copa Volpi:
  - Millor Actor - Toshirô Mifune - (Akahige)
  - Millor Actriu - Annie Girardot - (Trois chambres à Manhattan)
- Millor primer treball
  - Vernost (Piotr Todorovski)
- Premi FIPRESCI 
  - Simón del desierto (Luis Buñuel)
  - Gertrud (Carl Theodor Dreyer)
- Premi OCIC 
  - Akahige (Akira Kurosawa)
- Premi UNICRIT 
  - Húsz óra (Zoltán Fábri)
- Lleó de San Marco
  - Utek do vetru (Václav Táborsky)
  - Tjorven, Båtsman och Moses (Olle Hellbom)
  - The Snowy Day (Mal Wittman)
  - Enter Hamlet (School of Visual Art California)
  - Millor pel·lícula sobre l'adolescència - The Searching Eye (Saul Bass)
  - Millor documental - Le isole incantante (Aleksandr Zguridi)
  - Millor documental - Televisió - Philippe Pétain: Processo a Vichy (Liliana Cavani)
  - Millor pel·lícula per a nens - Televisió - Charley (Jimmy Murakami & Alan Ball)
- Lleó de San Marco - Gran Premi
  - Morozko (Aleksandr Rou)
- Medalla de plata
  - Daylight Robbery (Darryl Read)
- Premi San Michele 
  - The Whacky Mixed-Up Carabiniers (Felix G. Palmer)